# Олга Аранђеловић
'Олга Аранђеловић'. ISBN 978-86-84963-90-3. (Сомбор, 31. јануар 1948) српска је песникиња. По занимању је дипломирани правник, у пензији.

## Биографија
Олга живи и ствара у Параћину. Пише поезију. Током живота, бавила се правним пословима као руководилац у Електропривреди. По занимању је дипломирани правник са Правосудним испитом,у пензији. Активан је књижевник, члан Савеза Књижевника у Отаџбини и Расејању, Нови Сад и  Књижевне Заједнице Југославије, Београд,као и многих Интернационалних књижевних друштава,са статусом Интернациони Амбасадор мира и Светска Икона књижевности (World Literary Forum for Peace and Human Rights), Глобални Амбасадора мира (Iqra Foundation), Амбасадор хуманости(Every Child Lifeline Foundation) и Амбасадор културе (International Cultural Forum for Humanity and Creativity, Syria).
Објавила збирку песама под називом: „Каменолом“, прво издање, издање РОИД ’’Вук Караџић’’, Параћин, 1989.  86-7493-012-3.- 86-7493-017-4. Друга збирка песама објављена је 2023. године под насловом „Стихови су гнездо мојих мисли“, .
Своје песме је објављивала у дневним новинама, часописима, алманасима, националним и међународним антологијама, у којима су њене песме и катрени.
Награђивана је од стране националних и међународних књижевних друштава.
Кроз поезију рефлектује свој рад на хуманитарним пословима човечанства.

## Дела
- Прва збирка песама под називом „Каменолом,,; прво издање, издавач РОИД „Вук Караџић,, Параћин 1989.год. Каталогизација у публикацији Народна библиотека Србије,Београд,  86-7493-012-3  86-7493-012-3
- Друга збирка песама под називом „Стихови су гнездо мојих мисли“, издавач Мега Хеликон Панчево, Параћин 2023. год. Каталогизација у публикацији Народна библиотека Србије,Београд,  978-86-84963-90-3.
- Зборник радова Сазвежђе на рубу неба, 1970. године издавач „Градина”, Ниш (2 песме)
- Сно(С)хватице са Црнице, 2004. година, Панорама параћинског песништва (2 песме)  86-85111-03-X
- Књижевни алманах Над Црницом свици, Параћин, 2005, 2006, 2007. година (17 песама)  86-82023-94-6,  978-86-83457-18-2,  978-86-83457-28-1
- „Саборник, КК „Мирко Бањевић” Параћин, 2007 и 2008 година (11 песама)  978-86-83457-19-9,
- Саборник 1(Херојска борба српског ратника у Првом светском рату)Ниш 2019. год. (1 песма)
- Зборник радова 1 Неказано, Међународно удружење књижевних стваралаца и уметника, Бар, 2019. (1 песма)  2337-0866 неважећи
- Часопис за културу и уметност, Неказано, бр.5, април 2020 (1 песма) ISSN 2337-0866
- Зборник радова, Песнички Бисери, издавач Друштво Др Саша Божовић, Београд 2019, (3 песме)  978-86-88109-96-3
- Зборник радова, Лирска круна, издавач УК Уметнички хоризонт Крагујевац 2020. (2 песме)
- 14. Међународни Зборник радова, Светосавски епистолар, Издавач СКОР Нови Сад 2020 (две песме)  978-86-7970-170-1
- Зборник радова, Пјесник светионик,broj 3, издавач Неказано, Бар, 2020. (1 песма)   2536-5835 неважећи
- Антологија радова, Сазвежђа 20, Издавач СКОР Нови Сад, 2020 (две песме)  978-86-7970-176-3
- Антологија песничког стваралаштва, Спас планете, Издавач Рада Лотина, Београд 2020. (три песме)  978-86-88049-61-0
- Луча Микрокозма, 15. Међународни Зборник радова „Панонски бисери,,Нови Сад,2021. 978-86-7970-187-9
- Антологија радова,Сазвежђа 21,Зборник радова, Издавач СКОР,Нови Сад 2021(две песме)  978-86-7970-193-0
- Моралне искре,зборник радова,Београд,2021. Уредник Драгослав Угарчина (три песме)  978-86-88109-18-6 неважећи
- Песник Светионик, Зборник, 4. Међународни фестивал љубавне поезије,Бар,2021 (једна песма)  978-9940-731-36-6
- Часопис за културу и уметност, Неказано, бр.6, Међународно удружење књижевних стваралаца и уметника,Бар 2020 (једна песма) ISSN 2337-0866
- ·Зборник поезије Књижевне заједнице Југославије,у оквиру манифестације „На пола пута,, под називом „Анђео име пламен,, 2020(једна песма)  978-86-7864-045 неважећи  (KZJ)
- Часопис за културу и уметност, Неказано, бр.7, Међународно удружење књижевних стваралаца и уметника,Бар 2021,песма под називом(jedna pesma)  ISSN 2337-0866
- Међународни Зборник радова СКОР Нови Сад под називом „Причам ти причу о кући насред друма,, 2022. (две песме)  978-86-7970-203-6
- Зборник поетског и прозног стваралаштва чланова СКОР-а Нови Сад „Сазвежђа 22,, 2022 (две песме)  978-86-7970-220-3
- Песник Светионик, Зборник бр. 5, Међународни фестивал љубавне поезије, Бар, 2022. (једна песма)  978-9940-731-47-2
- Антологија поезије, Poetas intergalaktikos, VIII Међународни фестивал песника 2022,публикована песма „И зелено има душу,, стр.77.
- Антологија за мир, Библиотека Андалузија 2022.VIII Међународни фестивал „ Аrte Ahora,,, публикована песма „Порука мира,, стр.33. Антологија објављена на Интернету.
- Интернационални књижевни часопис за поезију и културу Taj Mahal Review у Индији, децембар 2022, број 2, публикована песма на енглеском језику под називом „Love is pain and doubt,, (Љубав је бол и сумња)   ISSN 0972-6004.
- Арапски Магазин за културу „Лепак,, 2022. број 6, Издавач Интернационална Федерација Арапских Аутора, публикована је песма на српском језику под називом: „ Да је бол само један дан,,
- Културни часопис, 2022. број 4 са песмом на енглеском језику, под насловом,,Живот је највећа луталица,,, која је публикована у часопису бр.4, Издавач Интернационална Федерација Арапских Аутора, публикована је песма на српском језику под називом: „Живот је највећа луталица,,
- Антологија „We Want Peace, We don't Want War,,( Хоћемо мир, не желимо рат) Издавач World Literary Forum for Peace and Human Rights (WLFPH), публиковано пет песама преведених на енглески језик  под називом: Мир, Рат је злочин, тероризам још већи злочин, Дали су мртви узалуд умрли, Свет без глади, свет без сиромаштва планета без тровача, Деца су жртве рата, деца су увек жртве.
- Антологији, Реке љубави,, публикована песма: „Заспала је ружа,, Every Child Lifeline Нигерија/ Demo-Gog  Русија 2022.
- Међународни часопис „Humanity,, Издавач Every Child Lifeline Foundation, Нигерија/ Demo Gog Русија, 2022. званично је објављена рецензија  песме „Свет без глади,свет без сиромаштва,планета без тровача,,коју је написао Др.Collins Osinachi Emeghara, професор из Нигерије.

### Песме
- Ода Светом Сави
- Божје време
- Писмо[1]
- Каменолом
- После земљотреса
- Одакле долазимо
- Чежња
- Вечити свитац
- У мојим очима туђе море
- Ја сада плачем и за тебе
- Острво смрти време смрти
- Успомена
- Морава
- Мајци
- Нешто неразумно има у том ходању
- Прелудијум
- Опет наше Косово
- Без наслова (Она није била кошута)
- Монолог са човеком
- Повод
- САД
- Божићна звезда
- Немоћ[2]

## Галерија
- Олга Аранђеловић на мору 2004.
- Олга Аранђеловић, 2008. године
- Олга Аранђеловић на прослави Нове Године, 2012.
- Олга у својој соби 2021. године
- Олга Аранђеловић на изложби фотографија Вики Воли Земљу у Параћину 2017.
- Збирка Олге Аранђеловић „Каменолом`` која је издата 1989. године у Параћину
- Олга Аранђеловић прима награду 18. јуна 2021. године.
- Олга Аранђеловић прима награду 18. јуна 2021. године.
- Олга Аранђеловић присуствује Додељивању награда Савеза књижевника у отаџбини и расејању у Параћинском Културном центру.
- Олга Аранђеловић чита своју песму на Додељивању награда Савеза књижевника у отаџбини и расејању у Параћинском Културном центру.